# Blood teller
「Blood teller」（ブラッド・テラー）は、飛蘭の11枚目のシングル。2011年11月9日にLantisから発売された。

## 解説
前作「灯-TOMOSHIBI-」から6ヶ月弱ぶりとなる2011年4作目のシングル。初回限定版と通常版の2種類が発売され、前者には表題曲「Blood teller」のPVを収録したDVDが同梱されている。表題曲は、アニメ『未来日記』の前期エンディングテーマとして使用されている。

## 批評
CDジャーナルは「燃え盛る炎の中で右手にピストル、というジャケットのイメージそのままに、力強く、伸びやかなハイ・トーンで歌い上げるスピーディでクール」と評した。

## 収録曲
1. Blood teller
作詞：畑亜貴、作曲・編曲：中山真斗（Elements Garden）
2. PIANOTE
作曲・作曲：rino、編曲：安瀬聖
3. Blood teller（off vocal）
4. PIANOTE（off vocal）